# 沒有你的夏天
《没有你的夏天》（日语：君がいない夏）为DEEN的第十二张单曲。

## 概要
- 距上一张单曲约一年再次发售单曲。
- 这张单曲为最后进入TOP10的单曲，到2003年《乘风展翅~Fly away~》获得第7位的约7年时间，再也没有进入公信榜单曲排行榜的TOP10。
- 此曲的Acoustic版本收录在了2007年发售的的专辑《DEEN The Best Classics》中。
- 作为作詞･作曲人的小松未歩在自己的专辑《謎?》中翻唱了该曲。

## 收录歌曲
1. 君がいない夏
  - 作詞/作曲：小松未歩 編曲：池田大介（1997年8月11日 - 1997年12月1日）
  - 日本电视台全国网电视动画《名侦探柯南》片尾曲
2. love me
  - 作詞：池森秀一 作曲：山根公路 編曲：池田大介
  - 日本电视台全国网电视动画《名侦探柯南》插曲
3. 君がいない夏 (Original Karaoke)
4. love me (Original Karaoke)

## 参加音乐人
- 池森秀一: 主唱
- 山根公路: 键盘
- 宇津本直紀: 鼓
- 田川伸治: 吉他

## 收录专辑
- SINGLES+1（#1）
- THE BEST OF DETECTIVE CONAN ～名偵探柯南 主題曲集～（#1）
- Ballads in Blue〜The greatest hits of DEEN〜（#1）
- DEEN The Best Classics（#1）
- DEEN PERFECT SINGLES +（#1）
- The DAY（#2）

| 动画《名侦探柯南》片尾曲 1997年8月11日 - 1997年12月1日 |                       |                               |
| 前作: 宇徳敬子 《光与影的浪漫》                        | DEEN 《没有你的夏天》 | 次作: 小松未歩 《唯一的祈愿》 |